# Флуоресцеїн

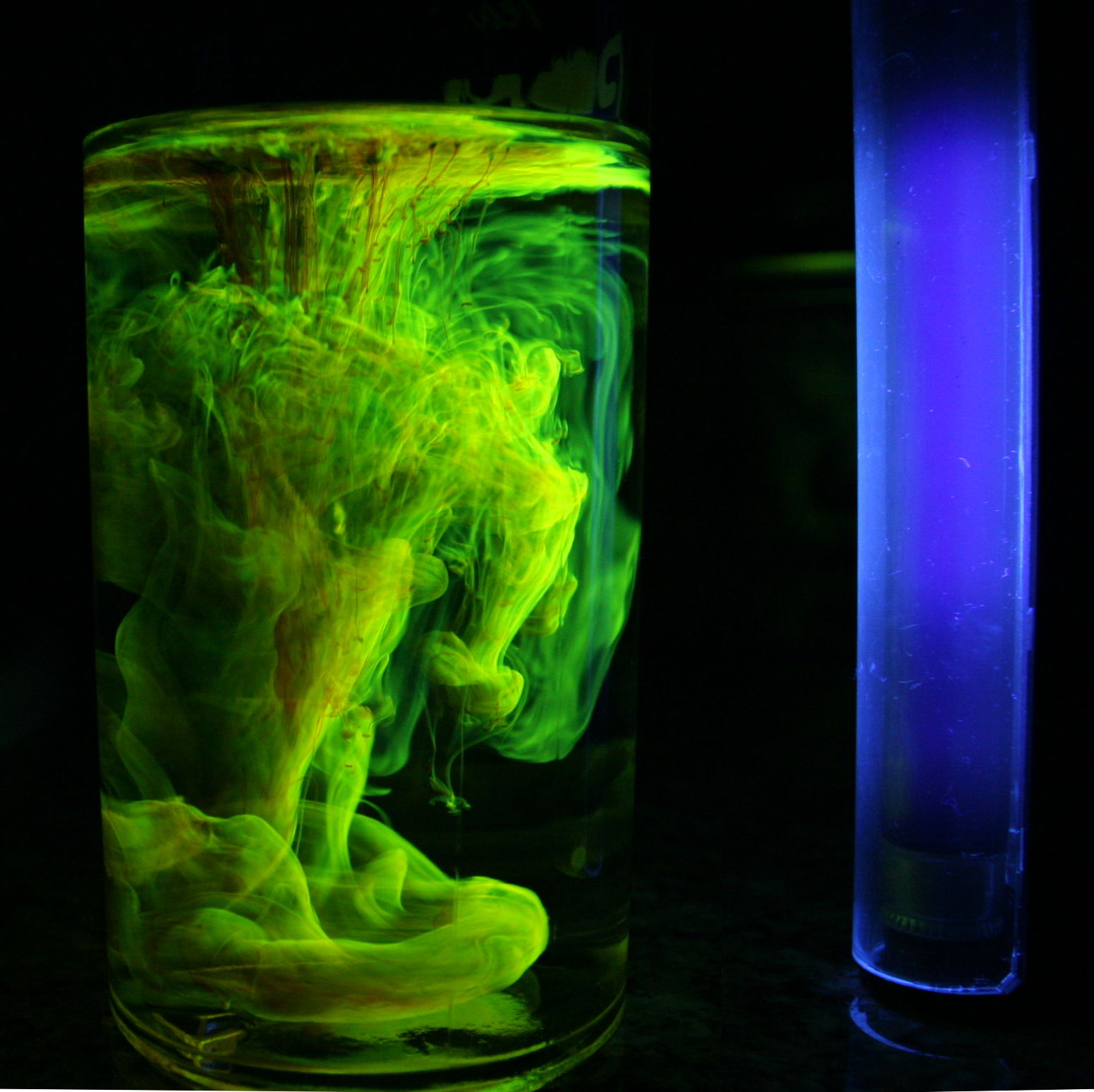
Склянка води, в яку кинули кристал флуоресцеїну, освітлена УФ-лампою (праворуч)

Флуоресцеїн (англ. Fluorescein) — хімічна сполука ряду фталеїнів, синтетичний барвник помаранчевого кольору, що демонструє жовто-зелену флуоресценцію у розчинах.
Гарно розчиняється в органічних розчинниках, таких як спирт. У воді у присутності основ утворює добре розчинну аніонну форму.
У флуоресцентній спектроскопії використовується як стандарт при вимірюванні квантових виходів флуоресценції. Численні похідні флуоресцеїну застосовуються в біохімії та клітинній біології як флуоресцентні мітки.
Максимум спектру абсорбції — 494 нм, а емісії — 521 нм (у воді). Коефіцієнт екстинкції 92300 M−1см−1 (500 нм, основний етанол). Часто використовують похідні: ізотіоціанати (FITC) та 5(6)-карбоксифлуоресцеїн.
Колір водного розчину — жовтий «на просвіт» або зелений «збоку».

## Фізичні властивості
Барвник має яскраву флуоресценцію (поглинання 494 нм / емісія 521 нм):
Квантовий вихід — 50—70 %. Час життя збудженого стану варіює між 3 нс (pH < 5) i 4 нс (pH > 9).
Флуоресцеїн має ізобестичну точку (однакове поглинання за різних значень pH) на 460 нм.

## Отримання
Вперше синтезовано Адольфом фон Баєром в 1871 році. Легко отримується сплавленням фталевого ангідриду з 1,3-дигідроксибензолом (резорцином) в присутності хлориду цинку:
Застосування CH3SO3H як каталізатора дає дещо кращі виходи й м'якші умови реакції.

### Механізм
Перший етап утворення барвнику — реакція Фріделя-Крафтса. При цьому кислотний каталізатор відщеплює протон, який приєднується до фталевого ангідриду, утворюючи карбокатіон — електрофіл, який заміщує гідроген в молекулі резорцину, повертаючи каталізатор. В молекулі збереглася карбонільна група, яка може знову бути протонована з утворенням карбокаіону.
Далі все проходить як спочатку, а протон потім приєднується до OH-групи залишку резорцину, каталізуючи його етерифікацію з іншим залишком резорцину. Утворюється столука, яка біля центрального атома містить гідроксильну групу. Остання вступає у реакцію внутрішньомолелулярної естерифікації з утворенням лактону, який, завдяки таутомерії, частково перетворюється на забарвлену форму з хіноїдною будовою:

## Похідні

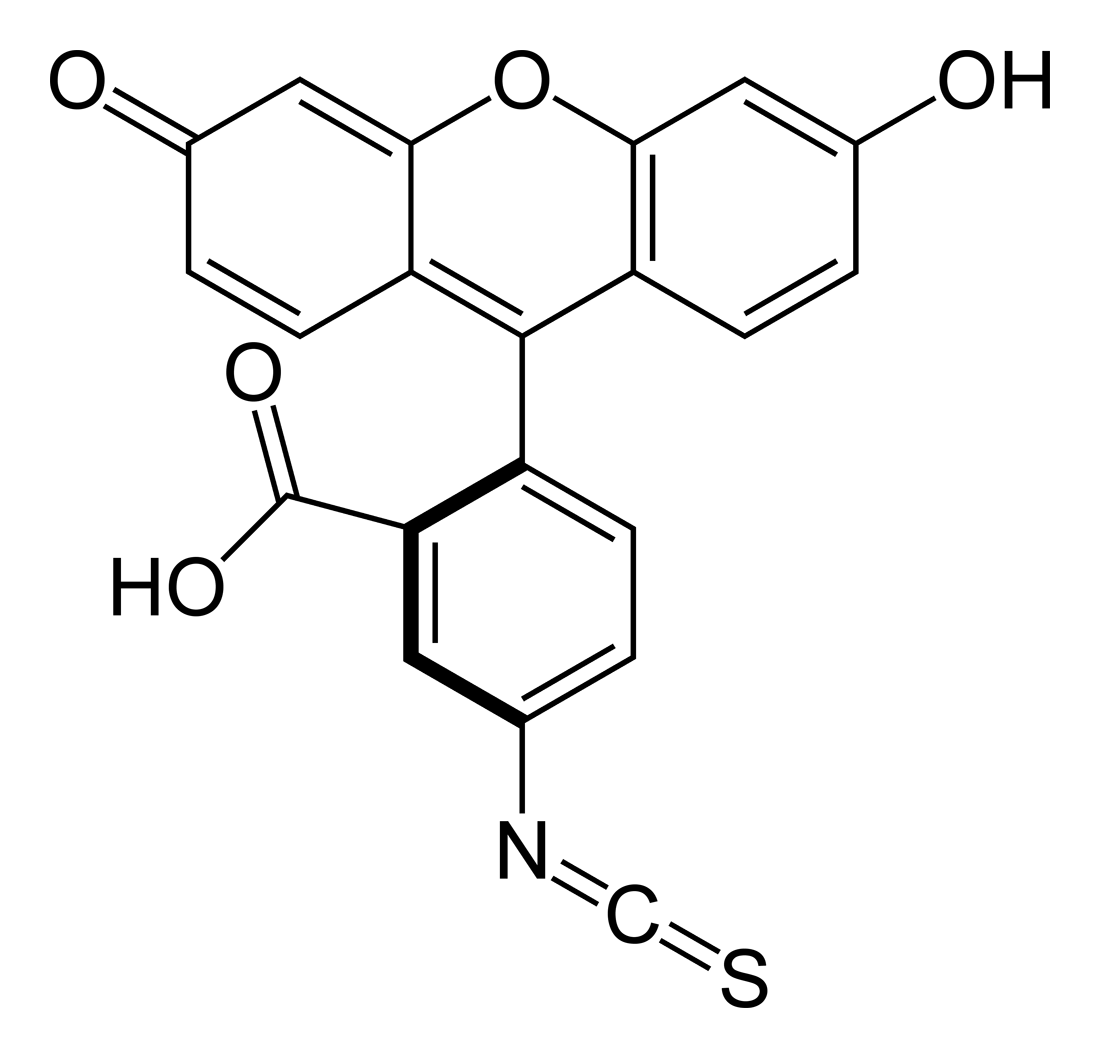
FITC, Флуоресцеїн ізотіоціанат

Для мічення протеїнів використовують флуоресцеїн ізотіоціанат та активовані естери карбоксифлуорисцеїну. Багато інших барвників містять скелет флуоресцеїну і додаткові замісники (скажімо сульфогрупи), що підвищують розчинність та фотостабільність. Похідними флуоресцеїну є також барвники типу еозину.

## Застосування

### Спостереження за потоками води
Одним з перших застосувань флуоресцеїну (у XIX ст.) було фарбування води в річках для відстеження напрямку потоку.
Зараз подекуди застосовують для відстежень витоків трубопроводів.

### Біологія
У клітинній біології флуоресцеїн та його похідні — незамінний інструмент для флуоресцентної мікроскопії. Перевагою флуоресцеїну є те, що він ідеально підходить для збудження відносно доступним аргоновим лазером (488 нм). Недоліком барвників на основі флуоресцеїну є низька фотостабільність.